# DWG
DWG är ett filformat för CAD-modeller och är standardfilformatet för AutoCAD, Bricscad, Intellicad och PowerCAD. Det stöds dock av i stort sett alla CAD-program. Filformatet heter .dwg, vilket står för drawing. Det är defacto-standardformatet för datautbyte mellan CAD-program.  Även .bak (drawing backup), .dws (drawing standards), .dwt (drawing template) och .sv$ (temporary automatic save) är filer av typen .dwg. 
DWG-formatet började sin historia som standardfilformat för Interact CAD vilket sedermera kom att utvecklas till AutoCAD av ett företag som numera heter Autodesk. Det är fortfarande Autodesk som äger formatet och utvecklar nya varianter. Från första versionen 1982 till senaste som kom 2017 har det funnits 21 officiella varianter. Versionen anges först i DWG-filen och består av 6 tecken.
Autodesk har ett skriv/läs bibliotek för DWG-filer som heter RealDWG. Open Design Alliance, ett icke vinstinriktat konsortium som skapades 1998 av flera mjukvaruföretag, många av dem konkurrenter till Autodesk, har tagit fram ett bibliotek som heter DWGdirect. Några open-source DWG-bibliotek finns inte.

## Program som stödjer DWG-filer
- progeCAD IntelliCAD (genom DWGdirect)
- ArchiCAD (genom DWGdirect)
- AutoCAD (genom RealDWG)
- Autodesk Inventor (genom RealDWG)
- Autodesk Revit (genom RealDWG)
- Autodesk 3ds max (genom RealDWG)
- Bricscad (genom DWGdirect)
- DataCAD (genom DWGdirect)
- Edgecam (genom DWGdirectT)[1]
- HiCAD
- IntelliCAD (genom DWGdirect)
- IronCAD
- MagiCAD
- MicroStation (genom DWGdirect)
- SolidWorks (genom DWGdirect)
- Tekla Structures (genom DWGdirect)
- Topocad (genom DWGdirect)
- VA - Virtual Architecture (genom RealDWG)
- VectorWorks (genom DWGdirect)
- PowerCAD (genom DWGdirect)
- SuperMap Deskpro (v. 2007)
- SuperMap Express (v. 2007)
- ZWCAD
- Draft Sight (genom DWGdirect)